# Lochboisdale
Lochboisdale, schottisch-gälisch: Loch Baghasdail, ist der Hauptort der schottischen Hebrideninsel South Uist. 1971 lebten dort 382 Personen.
Die Stadt profitierte vom Heringboom im 19. Jahrhundert, und 1880 wurde ein Anleger für Dampfer gebaut. 1905 folgte eine Missionskirche, und bis 1953 entstanden Fährverbindungen mit Oban, Castlebay, Mallaig und Lochmaddy.
Lochboisdale ist heute das Fährterminal für die Insel South Uist. Das Hafenviertel wurde Veränderungen unterzogen, da die alten Gebäude entweder renoviert oder zwecks Bau neuer Miets-Wohn- und Geschäftsgebäude abgerissen wurden. Beim Fährterminal befindet sich noch immer das Lochboisdale Hotel, das im späten 19. Jahrhundert gebaut wurde. Lochboisdale besitzt nahe dem Fähranleger auch ein Postbüro und eine Polizeistation sowie eine Kirche der Free Church of Scotland.